# NGC 2789
NGC 2789 est une vaste galaxie lenticulaire située dans la constellation du Cancer. NGC 2789 a été découverte par l'astronome prussien Heinrich d'Arrest en 1862 et elle a été inscrite au catalogue de John Dreyer sous la désignation NGC 3167. L'astronome français Édouard Stephan a observé cette même galaxie le 13 mars 1883 et c'est cette observation que Dreyer a inscrite à son catalogue sous la désignation NGC 2789.

## Caractéristiques
Sa vitesse par rapport au fond diffus cosmologique est de de 6 601 ± 18 km/s, ce qui correspond à une distance de Hubble de 97,4 ± 6,8 Mpc (∼318 millions d'al).
La galaxie NGC 2789 présente une large raie HI. Selon la base de données Simbad, NGC 2789 est une radiogalaxie.

## Supernova
La supernova 2009cz a été découverte dans NGC 2789 le 6 avril 2009 par X. Parisky, S. B. Cenko, W. Li, et A. V. Filippenko de l'université de Californie à Berkeley, dans le cadre du programme LOSS (Lick Observatory Supernova Search) de l'observatoire Lick. Cette supernova était de type Ia.